# Зосенская волость
Зосенская волость (латыш. Zosēnu pagasts) — одна из двух территориальных единиц Яунпиебалгского края на северо-востоке Латвии. Граничит с Яунпиебалгской волостью своего края, Вецпиебалгской, Тауренской и Дзербенской волостями Вецпиебалгского края и Друстской волостью Раунского края.
Крупнейшими населёнными пунктами волости являются: Мелнбаржи (волостной центр), Магонас, Мурдени, Ормани, Рудини, Спулгас, Зосени.
По территории волости протекают реки: Гауя, Алупе, Дзестрене, Гайлишупите, Гаусупите, Перльупите, Тулия.

## История
Нынешняя Зосенская волость как административно-территориальная единица появилась в 1945 году, когда был образован Зосенский сельский совет, входивший в состав Яунпиебалгской волости Цесисского уезда. В 1951 году к Зосенскому сельсовету была присоединена территория колхоза им. Мичурина Перльупского сельсовета.
В 1990 году Зосенский сельсовет был реорганизован в волость. В 2009 году, по окончании латвийской административно-территориальной реформы, Зосенская волость вошла в состав Яунпиебалгского края.